# Jaime Pahissa y Laporta
Jaime Pahissa y Laporta (Barcelona, 1846-Barcelona, 1928) fue un pintor, dibujante e ilustrador español.

## Biografía
Pintor, dibujante e ilustrador, nació en el barrio barcelonés de Sants el 23 de abril de 1846. Colaboró en publicaciones como La Campana de Gracia, L'Esquella de la Torratxa, El Loro, La Ilustració Catalana, La Bomba o El Estandarte Real, entre otras. Ilustró una edición de Don Quijote de Miquel Seguí de 1897; una parte de estos dibujos se publicarían en 1899 en una colección de láminas a color.
Jaume Pahissa, que fue padre del compositor y musicólogo Jaime Pahissa y usó puntualmente el pseudónimo «Thomás Pijoliu», falleció el 21 de enero de 1928 en su ciudad natal.

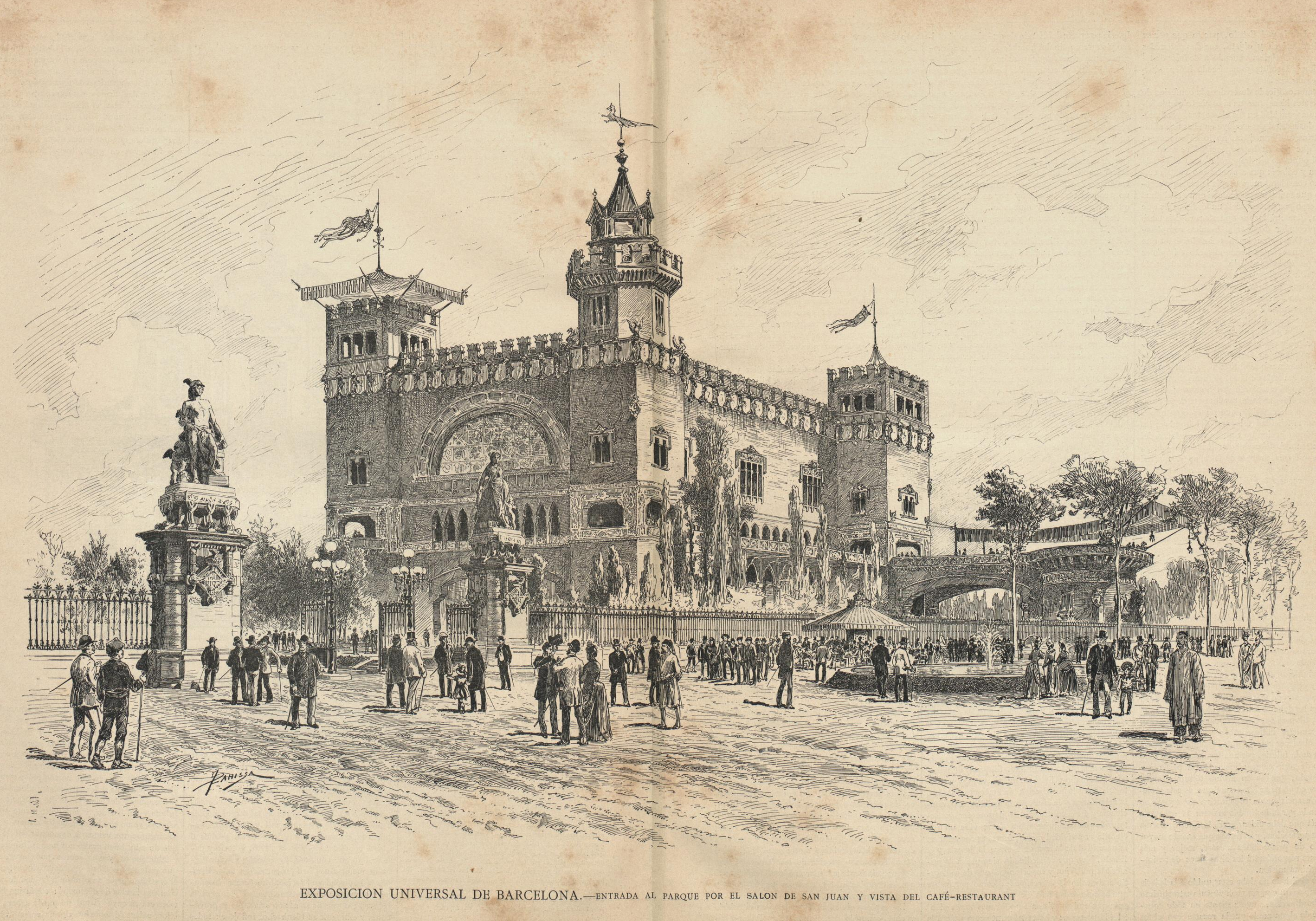
Exposición Universal de Barcelona (La Hormiga de Oro, 1888)
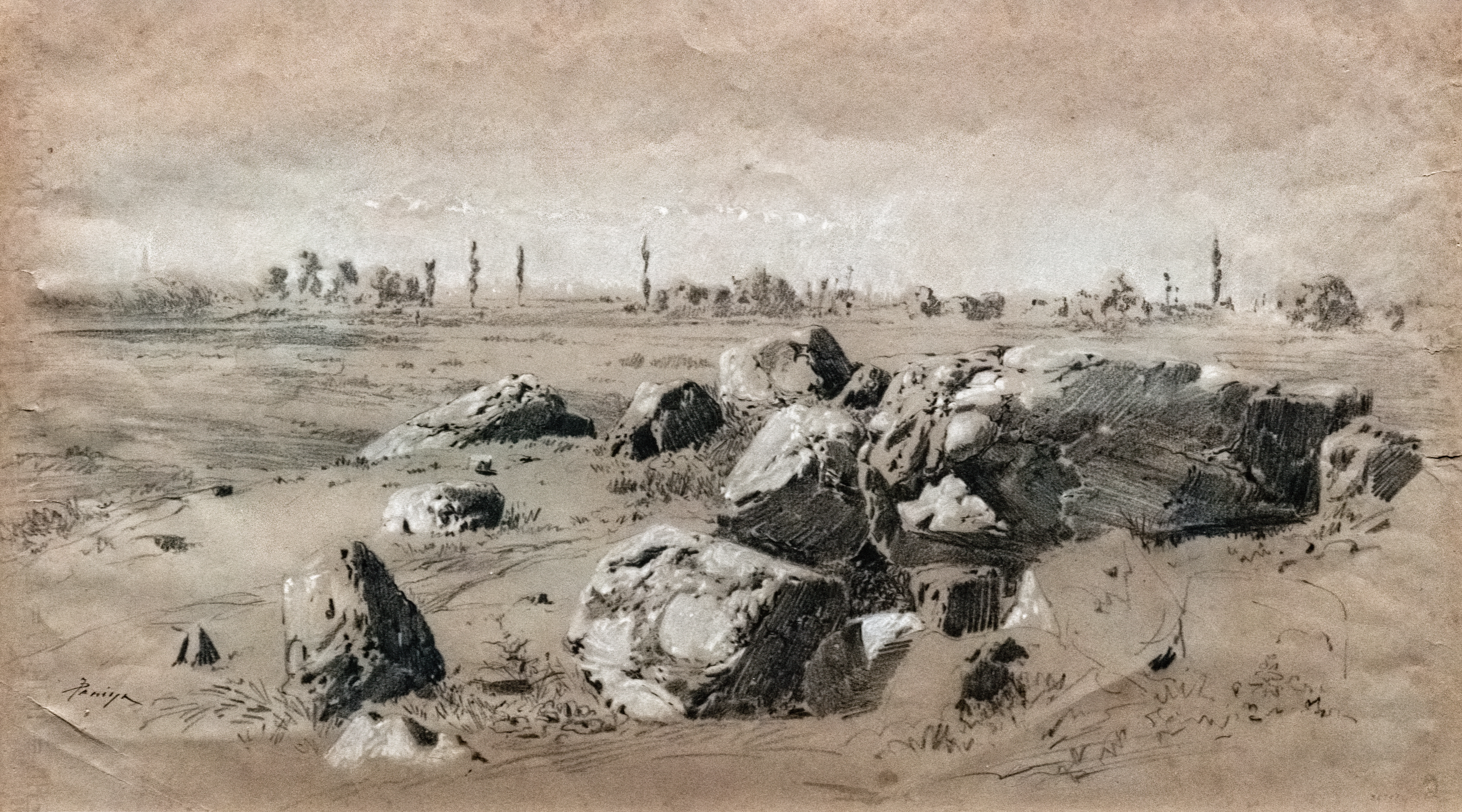
Paisatge rocós - Museu Nacional d'Art de Catalunya